# Кавагути, Косукэ
Косукэ Кавагути (яп. 川口 耕介, англ. Kohsuke Kawaguchi, род. 1977, Бункё, Токио, Япония) — японский программист, наиболее известный как создатель системы непрерывной интеграции Jenkins.

## Биография
Косукэ Кавагути родился в 1977 году в небольшом японском городке Йокосука, расположенном на побережье префектуры Канагава. С детства он проявлял необыкновенный интерес к технике и программированию. Его отец, инженер-механик, работал на крупном судостроительном заводе, а мать преподавала математику в местной школе.
В юности Косукэ был увлечен созданием электронных устройств. В 12 лет он собрал свою первую компьютерную программу на BASIC, которая помогала его матери рассчитывать оценки учеников. Позже он перешел на C и начал разрабатывать небольшие игры, которыми делился с друзьями.
Во время учебы в университете Токио Кавагути увлекся идеей автоматизации процессов. В одной из студенческих лабораторий он разрабатывал систему контроля версий для университетских проектов, которая позволяла студентам коллективно писать код и отслеживать изменения. Это был его первый шаг в мир DevOps.

## Карьера
После выпуска он получил работу в Sun Microsystems, где и начал работать над системой Hudson — предшественником Jenkins. Его главной идеей была автоматизация сборки и тестирования кода, чтобы разработчики могли сосредоточиться на создании программ, а не на рутинных задачах.
Работая в компании Sun Microsystems, он был основным разработчиком проекта Hudson, предшественника Jenkins. После приобретения Sun Microsystems корпорацией Oracle в 2010 году, возникли разногласия относительно прав на торговую марку Hudson. В ответ на это Кавагути инициировал ответвление проекта под названием Jenkins. В 2011 году за свою работу над Jenkins он был удостоен премии O'Reilly Open Source Award.
Впоследствии Кавагути стал техническим директором компании CloudBees, предоставляющей коммерческую поддержку и решения на базе Jenkins.